# Kościół św. Jerzego i Matki Bożej Różańcowej w Wałbrzychu
Kościół Świętego Jerzego i Matki Bożej Różańcowej – rzymskokatolicki kościół parafialny mieszczący się w Wałbrzychu, w dzielnicy Biały Kamień.

## Historia i architektura

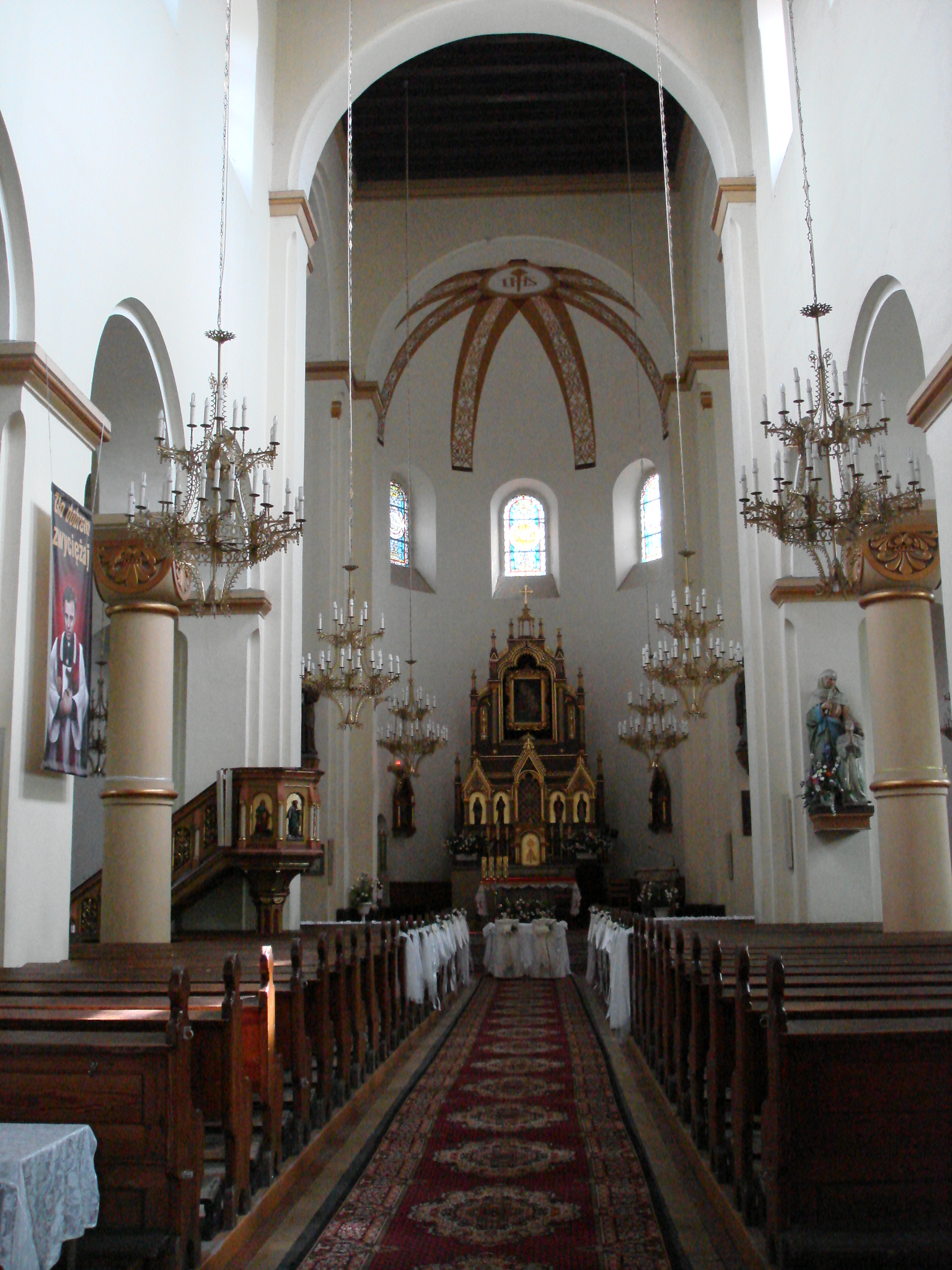
Wnętrze kościoła

Kościół został wybudowany w latach 1894-1898, a konsekrowany w 1899. Jest to budowla orientowana usytuowana na osi wschód-zachód i wzniesiona na planie krzyża łacińskiego, w stylu neoromańskim i wnętrzem w stylu neogotyckim. Kościół posiada trzy nawy. Przy skrzyżowaniu nawy głównej z transeptem znajduje się monumentalna, wysoka wieża spełniająca rolę dzwonnicy. Na wieży wisiało pierwotnie pięć dzwonów, ale w 1917 na rozkaz rządu pruskiego z wieży zdjęto cztery i zabrano je na cele wojenne. W 1972 roku kupiono trzy nowe dzwony. W 1945 roku kościół miał być zburzony z powodu szkód górniczych, jednak organizowano datki wiernych i ostatecznie odremontowano świątynię.
Bryła świątyni jest najbardziej rozczłonkowana od strony wschodniej, gdzie można zobaczyć charakterystyczną dla romanizmu addycyjność. Kościół cechuje się ceglaną dekoracją architektoniczną w formie fryzu arkadowego. Powierzchnia użytkowa świątyni to 600 metrów kwadratowych.

## Organy
W kościele znajdują się organy wykonane przez firmę Schlag & Söhne w 1898 roku. Instrument posiada 14 rejestrów oraz pneumatyczne: trakturę gry i trakturę rejestrów. Znajduje się na bardzo wysoko umieszczonym chórze. Przypuszczalnie w 1993 roku organy poddano gruntownemu remontowi.
Dyspozycja instrumentu:
| Manuał I                | Manuał II          | Pedał          |
| ----------------------- | ------------------ | -------------- |
| 1. Principal 8          | 1. Schalamei 8'    | 1. Violon 16'  |
| 2. Hohlflöte 8          | 2. Aeoline 8       | 2. Subbaß 16'  |
| 3. Octav 4              | 3. Gedackt 8       | 3. Cello 8'    |
| 4. Progression 2/3 fach | 4. Flöte travers 4 | 4. Octavbaß 8' |
| 5. Bordun 16            | 5. Principal 4     |                |